# Girlfriend/Boyfriend
A Girlfriend/Boyfriend a Blackstreet együttes, Janet Jackson énekesnő, Ja Rule és Eve rapperek közös száma. A Blackstreet harmadik, Finally című számának második, utolsó kislemezeként jelent meg 1999-ben. Az Amerikai Egyesült Államokban csak kisebb sikert aratott, de több országban, ahol Janetnek nagy rajongótábora van, sikeresebb lett. Videóklipjét Joseph Khan rendezte.

## Változatok
A dőlttel szedett dalokban Janet Jackson nem szerepel.
CD kislemez (Japán)
1. Girlfriend/Boyfriend
2. Take Me There (Thugrats Remix)
3. No Diggity (Jungle Mix)

CD maxi kislemez (USA)
1. Girlfriend/Boyfriend (Grand Jury Carson Main Radio Remix) (4:13)
2. Girlfriend/Boyfriend (Grand Jury Carson Rap Drop/Radio Fade) (4:12)
3. Girlfriend/Boyfriend (The Anthem Remix) (4:12)
4. Girlfriend/Boyfriend (Grand Jury Pasadena Remix) (4:38)

12" maxi kislemez (USA)
1. Girlfriend/Boyfriend (LP Version) (4:05)
2. Girlfriend/Boyfriend (Radio Edit) (3:47)
3. Girlfriend/Boyfriend (Instrumental) (4:05)
4. Take Me There (Big Yam Remix) (3:19)
5. Take Me There (LP Version) (5:01)
6. Take Me There (Instrumental) (5:01)

## Helyezések
| Slágerlista (1999)                   | Legmagasabb helyezés |
| ------------------------------------ | -------------------- |
| USA Billboard Hot 100                | 47                   |
| USA Hot R&B/Hip-Hop Singles & Tracks | 17                   |
| USA Billboard Rhythmic Top 40        | 7                    |
| USA ARC Top 40                       | 17                   |
| Ausztrál ARIA Top 50                 | 16                   |
| Brit kislemezlista                   | 11                   |
| Dél-afrikai eladási lista            | 14                   |
| Holland kislemezlista                | 41                   |
| Japán eladási lista                  | 4                    |
| Kanadai kislemezlista                | 25                   |
| Német kislemezlista                  | 98                   |